# Nertera sinensis
Nertera sinensis är en måreväxtart som beskrevs av William Botting Hemsley och Francis Blackwell Forbes. Nertera sinensis ingår i släktet Nertera och familjen måreväxter. Inga underarter finns listade i Catalogue of Life.